# John James Pringle

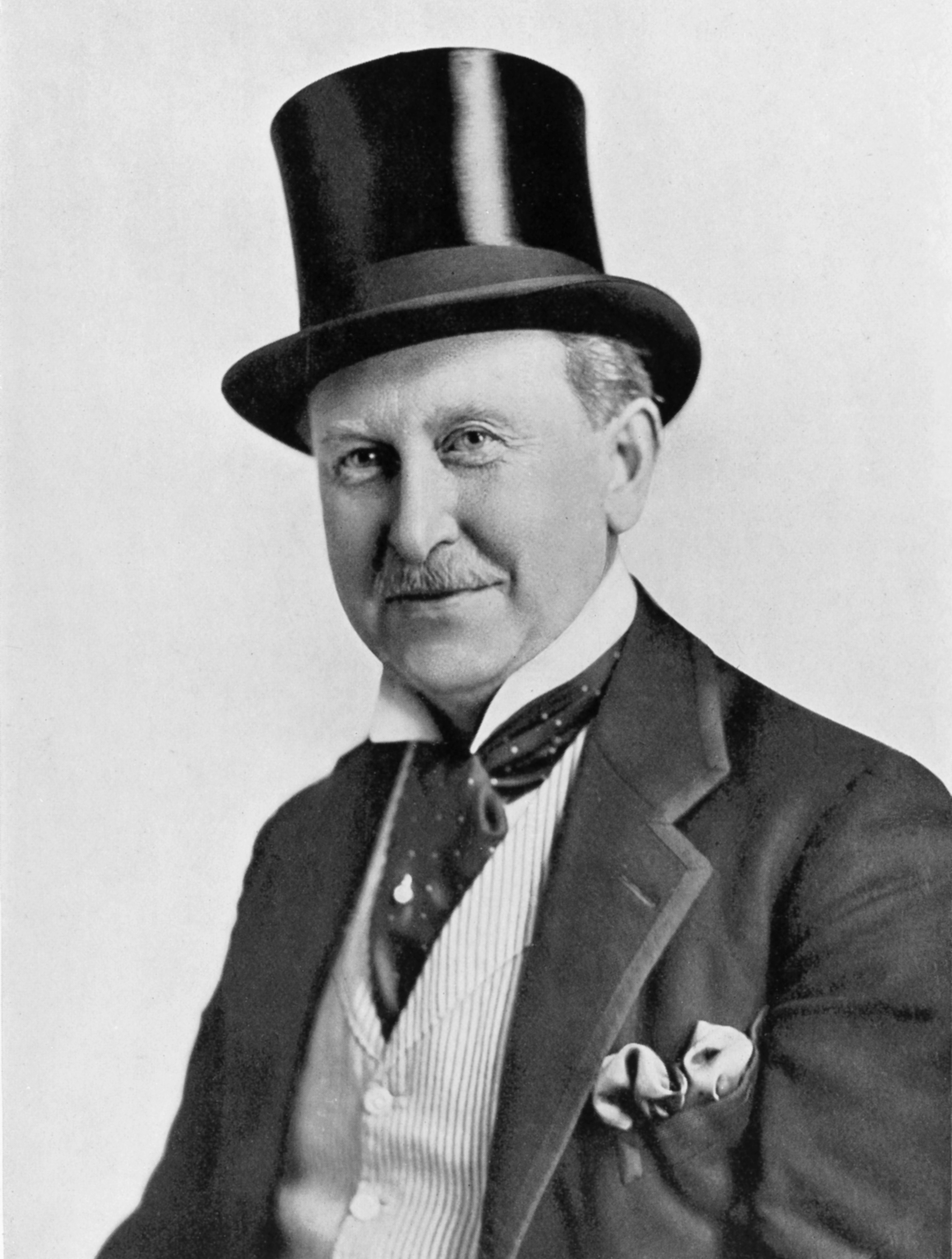
John James Pringle

John James Pringle (ur. 1855 w Borgue, zm. 18 grudnia 1922 w Christchurch) – brytyjski lekarz dermatolog.
Uczęszczał do Merchiston Castle School, w 1876 został doktorem medycyny. Dalsze studia odbył w Dublinie, Wiedniu, Paryżu i Berlinie, w 1882 osiadł w Londynie. Od 1888 do 1920 praktykował jako dermatolog w Middlesex Hospital. Zachorował na gruźlicę i w 1903 leczył się w sanatorium. Zmarł podczas podróży na Nową Zelandię. Jego krewnym był Sir John Pringle.

## Prace
- A case of congenital adenoma sebaceum. British Journal of Dermatology 2 ss. 1–14 (1890)